# Elsass Cola
Elsass Cola è una cola alternativa alsaziana lanciata da Jacques Sérillon nel 2004, proprietario anche della società delle sorgenti di Soultzmatt, in Alsazia (Francia).
La produzione è di circa 800.000 bottiglie all'anno .
L'Elsass Cola utilizza esclusivamente l'acqua della sorgente locale e lo zucchero raffinato nella regione.
Il nome della bevanda deriva dal nome tedesco dell'Alsazia, Elsass.